# Peter Sís

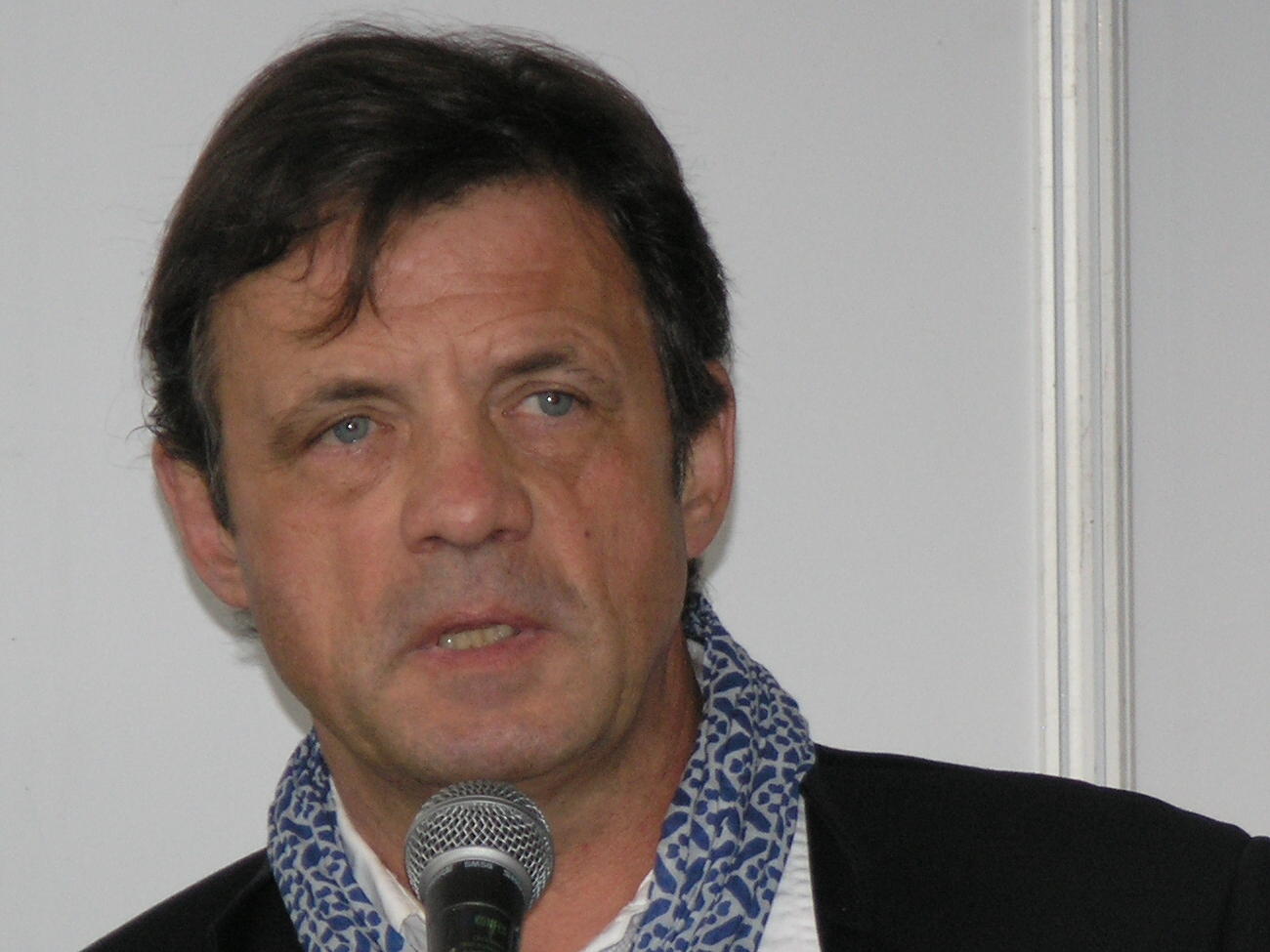
Peter Sís (2009)

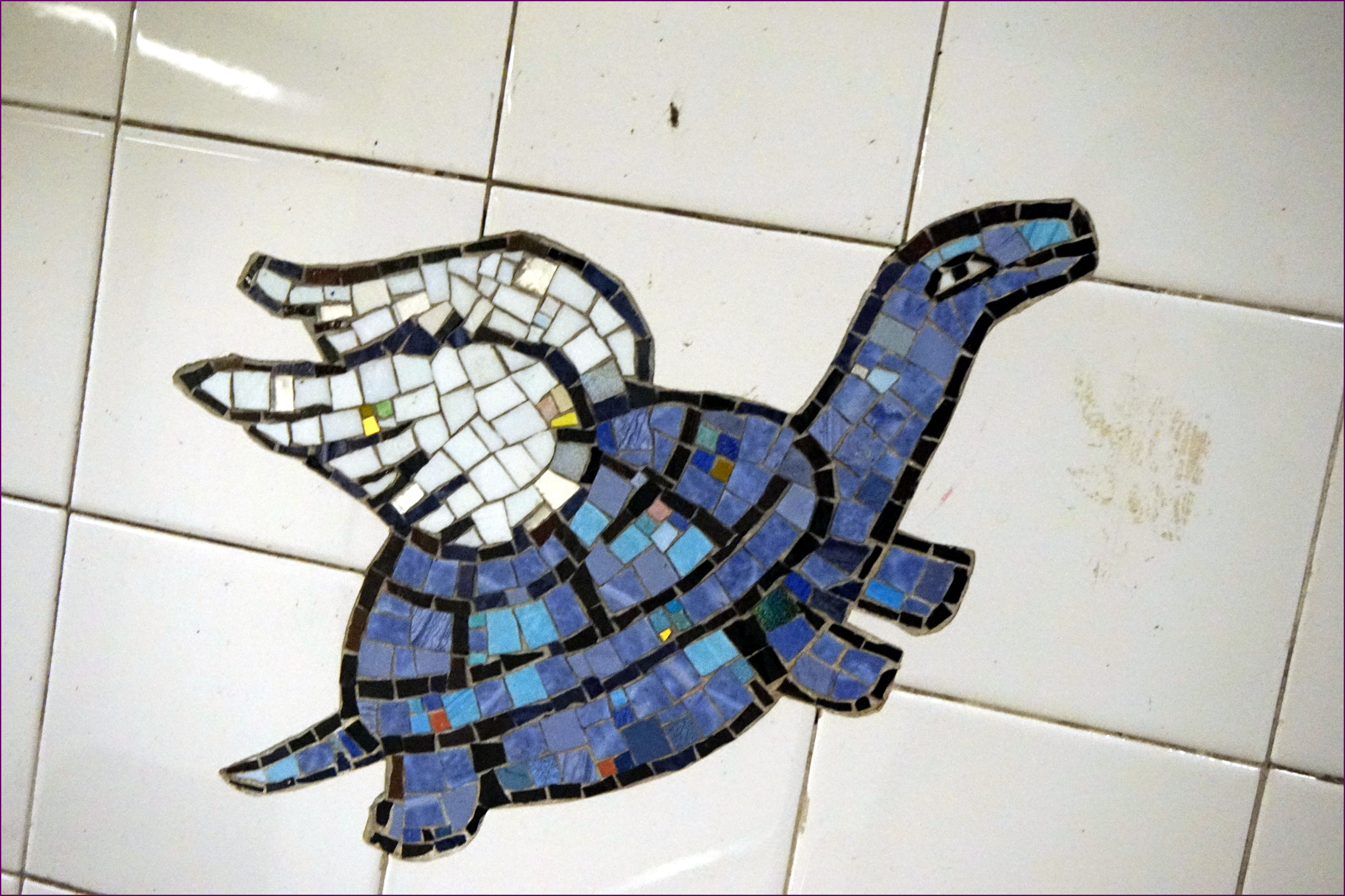
Happy City, New York, 86 St Subway Station (2014)

Peter Sís, geboren als Petr Sís (* 11. Mai 1949 in Brünn), ist ein US-amerikanischer Bilderbuchkünstler und Trickfilmzeichner tschechischer Herkunft.

## Leben
Petr Sís ist ein Sohn des Regisseurs Vladimír Sís (1925–2001). Er studierte von 1968 bis 1974 an der Hochschule für Angewandte Kunst in Prag. Während des Prager Frühlings 1968 betrieb er ein eigenes Beat- und Rockmusik-Radioprogramm und fertigte Illustrationen für eine politische Studentenzeitschrift. 1976 entstanden erste Buchillustrationen zu Märchen der Brüder Grimm. 1977 folgte ein Studienaufenthalt am Londoner Royal College of Art. Während eines Arbeitsaufenthaltes in den USA 1984 entschloss sich Sís, nicht in seine Heimat zurückzukehren. Im gleichen Jahr entstand auch der Plakatentwurf für den Film Amadeus von Miloš Forman.
2003 war er MacArthur Fellow.

## Werke
Auswahl in deutscher Übersetzung
- Folge deinem Traum. Die unglaubliche Geschichte des Christoph Columbus. Aus dem Englischen von Michael Krüger. Hanser Verlag, München 1992.
- Der kleine Wal und das Meer. Stiftung Kinderdorf Pestalozzi (Stiftungssekretariat), Zürich 2000.
- Komodo. Wo die kleinen Drachen wohnen. Aus dem Englischen von Michael Krüger. Hanser Verlag, München 1994.
- Die drei goldenen Schlüssel. Aus dem Englischen von Michael Krüger. Hanser Verlag, München 1995, ISBN 978-3-446-18318-6.
- Der Sternenbote. Ein Bilderbuch über das Leben des berühmten Naturwissenschaftlers, Mathematikers, Astronomen, Philosophen und Physikers Galileo Galilei. Aus dem Englischen von Tatjana Michaelis. Hanser Verlag, München 1996, ISBN 978-3-446-18689-7.
- Die unglaubliche Geschichte des Jan Welzl. Aus dem Englischen von Michael Krüger. Hanser Verlag, München 1997, ISBN 978-3-446-18450-3.
- Tibet. Das Geheimnis der roten Schachtel. Aus dem Englischen von Michael Krüger. Hanser Verlag, München 1998.
- Rhino Regenbogen. Aus dem Englischen von Uwe-Michael Gutzschhahn. Hanser Verlag, München 2000, ISBN 978-3-446-19735-0.
- Madlenka. Aus dem Englischen von Uwe-Michael Gutzschhahn. Hanser Verlag, München 2001, ISBN 978-3-446-19887-6.
- Der Baum des Lebens. Ein Bilderbuch über das Leben von Charles Darwin, Naturforscher, Geologe und Denker. Aus dem Englischen von Hartmut Schickert.  Hanser Verlag, München 2004, ISBN 978-3-446-20523-9.
- Die Mauer. Wie es war, hinter dem Eisernen Vorhang aufzuwachsen. Aus dem Englischen von Michael Krüger. Hanser Verlag, München [u. a.] 2007, ISBN 978-3-446-20892-6.
- Die Konferenz der Vögel. Aus dem Englischen von Brigitte Jakobeit. Aladin, Hamburg 2013.
- Nicky & Vera. Ein stiller Held des Holocaust und die Kinder, die er rettete. Aus dem Englischen von Brigitte Jakobeit. Gerstenberg, Hildesheim 2022, ISBN 978-3-8369-6151-6[1]

## Auszeichnungen
- 1996 Caldecott Honor für Starry Messenger: Galileo Galilei
- 1999 Deutscher Jugendliteraturpreis für Tibet. Das Geheimnis der roten Schachtel
- 2004 Bologna Ragazzi Award für Der Baum des Lebens
- 2004 Luchs 214 für Der Baum des Lebens
- 2008 Lektorix für Die Mauer. Wie es war, hinter dem Eisernen Vorhang aufzuwachsen
- 2008 Bologna Ragazzi Award für Die Mauer
- 2012 Hans Christian Andersen Preis